# Vleuten
Vleuten is een woonplaats in het westelijk deel van de Nederlandse gemeente Utrecht.
Tot 2001 vormden de woonplaatsen Vleuten, De Meern en Haarzuilens de gemeente Vleuten-De Meern. Deze gemeente was ontstaan op 1 januari 1954 uit een fusie van de vroegere gemeenten Vleuten, Haarzuilens, een deel van Oudenrijn en het grootste deel van Veldhuizen. Op 1 januari 2001 werd Vleuten-De Meern bij de gemeente Utrecht gevoegd. Op dat moment telde De Meern ongeveer 12.000, Vleuten circa 8.000 en het kleine Haarzuilens om en nabij 500 inwoners. Sinds 2001 is de voormalige gemeente een wijk van Utrecht: Vleuten-De Meern. Met 50.502 inwoners op 1 januari 2021 heeft deze ruim twee keer zoveel inwoners als de oorspronkelijke dorpen, vooral door de massale nieuwbouwlocaties in Veldhuizen en Vleuterweide.

## Historie
In de Romeinse tijd lag een fort (castellum) met een aangrenzend kampdorp (vicus = wijk) aan een verdwenen tak van de Rijn die als noordgrens van het Romeinse Rijk dienstdeed. Deze limes liep dwars door het huidige De Meern en het castellum lag daar ook. Omdat De Meern slechts 4 km van Vleuten verwijderd ligt, werd lange tijd aangenomen dat het castellum naar Vleuten was genoemd. Op de Peutingerkaart komt namelijk het castellum Fletione voor. Inmiddels is er twijfel ontstaan. Het castellum in De Meern ligt niet in de directe omgeving van Vleuten. In een document uit 1164 verschijnt voor het eerst de naam Vleuten En omdat de kaart van Peutinger niet compleet is - het fort Traiectum (Utrecht) ontbreekt - is het denkbaar dat er sprake is van een schrijffout. Het zou ook kunnen gaan om het castellum Fectio (Vechten) in de huidige gemeente Bunnik.
Het gerecht Vleuten en De Meern was in het bezit van de proosdij van Oudmunster te Utrecht. Aanvankelijk maakte ook de Harmelerwaard hiervan deel uit, maar in 1633 werd dit gebied afgestaan aan Harmelen.
Na de Bataafse Revolutie in 1795 kwam er een eind aan het bestuur door gerechten. Op 1 januari 1812 werden de voormalige gerechten Vleuten en De Meern, De Haar, Themaat, Themaat Engsgerecht en de Hegge op Themaat samengevoegd tot één gemeente met de naam Vleuten. Op 1 januari 1818 werd de gemeente Haarzuilens hiervan afgesplitst, met het gevolg dat de nieuwe gemeente Vleuten weer de omvang kreeg van het voormalige gerecht Vleuten en De Meern van 1811. Deze gemeente Vleuten, die tot en met 1953 heeft bestaan, bestond uit de woonplaats Vleuten en het deel van de woonplaats De Meern dat ten noorden van de Leidse Rijn lag.
Vleuten ontwikkelde zich rond de middeleeuwse dorpskerk, de huidige protestantse Torenpleinkerk of Oude Sint-Willibrordkerk. Rond 1800 ontstond een bebouwde kom aan de wegen die er samen kwamen. Vanaf 1900 ontstond bebouwing aan de invalswegen en door de bouw van de Rooms-katholieke Sint-Willibrordkerk aan de Pastoor Ohllaan (1885) ontwikkelde het dorp zich in deze richting.
Vleuten heeft sinds 1881 een treinstation op de spoorlijn Utrecht - Rotterdam, vanwaar in tien minuten naar Utrecht Centraal gereisd kan worden. Station Vleuten werd in november 2007 zo'n 300 meter naar het westen verplaatst en ligt aan de nieuwe verhoogde spoorbaan. Deze is sinds 2010 viersporig.
Vanaf omstreeks 1900 vestigden zich in Vleuten veel tuinders. Een deel daarvan was afkomstig uit Utrecht, waar ze wegens stadsuitbreiding moesten vertrekken. Een ander deel van de tuinders kwam van het Westland; zij moesten vertrekken omdat de gemeente Den Haag in hun gebied woonwijken wilde gaan bouwen. De komst van deze tuinders naar Vleuten bracht ook randactiviteiten met zich mee als toeleveringsbedrijven, de tuinbouwschool, een proeftuin en de Bloemenveiling Vleuten. Tot in de jaren 1960 werden vooral groenten, tomaten en druiven verbouwd. Voor een groot deel ging het hierbij om glastuinbouw. Toen schaalvergroting om economische redenen nodig werd, maar wegens grondgebrek niet mogelijk was, gingen vele bedrijven over op het kweken van bloemen. In de jaren 1990 kwam aan de tuinbouw in Vleuten en De Meern een einde vanwege een grote stadsuitbreiding van Utrecht. (Zie hieronder) Een deel van de tuinders vestigde zich elders; anderen  beëindigden hun bedrijf.
Vanaf ongeveer 1950 breidde de dorpskern van Vleuten zich uit en ontstond als eerste de buurt 'Wijk Achter 't Spoor'. In de jaren na de vorming van de gemeente Vleuten-De Meern in 1954 versnelde de groei van Vleuten; de nieuwbouwbuurten Odenvelt, Nieuwe Vaart, Hinderstein en De Tol zorgden voor bijna een verdubbeling van het aantal inwoners. Het van oorsprong landelijke en agrarische dorp veranderde in een plaats waar, behalve boeren en tuinders, ook forensen woonden.
In de tweede helft van de jaren 1990 begon de voorbereiding en uitvoering van het grote stadsuitbreidingsproject Leidsche Rijn door zowel de gemeente Utrecht als de gemeente Vleuten-De Meern. Laatstgenoemde gemeente is inmiddels een wijk van de gemeente Utrecht. De naam Leidsche Rijn staat nu voor de wijk die is gelegen tussen het Amsterdam-Rijnkanaal en de wijk Vleuten-De Meern. Het hele gebied ten westen van dit kanaal, bestaande uit de wijken Leidsche Rijn en Vleuten-De Meern, telt in 2018 ongeveer 85.000 inwoners en zal in de komende jaren zijn aantal inwoners zien doorgroeien naar 100.000.
In het midden van dit gebied, tussen Leidsche Rijn, De Meern en Vleuten in, ligt het Máximapark. Ten noorden van Vleuten ligt een tweede recreatiegebied, de zandafgraving de Haarrijnseplas. Aan de noordwestrand van de bebouwde kom van Vleuten begint het 'Landgoed Haarzuilens' van Natuurmonumenten, dat op de directe omgeving van Kasteel De Haar na vrij toegankelijk is. Een oud kerkpad dat Haarzuilens met de kerk van Vleuten verbond, nu een fietspad met de naam Haarpad, loopt over dit landgoed.
Al valt  de voormalige gemeente onder de wijk Vleuten-De Meern, de oorspronkelijke dorpen Vleuten, De Meern en Haarzuilens zijn nog goed herkenbaar en gemarkeerd met plaatsnaamborden.
Vanaf 2018 worden in Vleuten twee nieuwe woonwijken gerealiseerd, namelijk Haarrijn ten noorden en Haarzicht ten zuiden van de Haarrijnseplas.

## Bezienswaardigheden

### Kerkelijke gebouwen
Torenpleinkerk of Oude Sint-Willibrordkerk, een kerkgebouw van de Protestantse Wijkgemeente Vleuten, waarvan de uit omstreeks 1300 daterende toren een rijksmonument is en eigendom is van de gemeente Utrecht. In deze kerk bevindt zich een orgel van de orgelbouwer Gideon Thomas Bätz, dat eveneens een rijksmonument is. Het is oorspronkelijk gebouwd voor en geplaatst in 1809 in de Remonstrantse kerk van Utrecht aan de Kromme Nieuwe Gracht. In 1866 verhuisde dit kleine fraaie orgel naar Vleuten en vond daar een plaats in de toenmalige N.H. kerk die los stond van de toren en twee traveeën kleiner was dan de huidige kerk die weer de oorspronkelijke middeleeuwse omvang heeft en met de toren is verbonden. In 1972 werd dit orgel door Flentrop Orgelbouw te Zaandam gerestaureerd en op een galerij tegen de toren geplaatst. In 2019 is dit Bätz-orgel gerestaureerd door J.C. van Rossum Orgelbouw te Wijk en Aalburg. In 2009 is in de toren van de kerk een beiaard geïnstalleerd van de klokkengieter Petit & Fritsen. Het bleek de laatste beiaard voor Nederland van deze gieter die in 2014 genoodzaakt was zijn bedrijfsvoering te beëindigen.
Sint-Willibrordkerk, is een in 1884 in neo-gotische stijl gebouwde en in 1935 vergrote rooms-katholieke kerk met slanke spitse toren aan de Pastoor Ohllaan 34 in Vleuten.

### Niet-kerkelijke gebouwen
- Het voormalige gemeentehuis van de gemeente Vleuten-De Meern staat in Vleuten. Dit heeft sinds 2001 de functie van wijkbureau.
- Ten westen van Vleuten, aan de oude weg naar Harmelen, ligt een 34 meter hoge dertiende-eeuwse donjon, genaamd de Hamtoren. Deze is, op een kleine aanbouw na, het enig overgeblevene van de ridderhofstad Den Ham.
- Op de Hoge Woerd bij De Meern bevindt zich een in 2015 geopende reconstructie van het Romeinse castellum. De exacte plaats en omvang zijn dankzij archeologische opgravingen bekend. De reconstructie is wat plaats en grootte betreft dan ook een getrouwe kopie. Op het binnenterrein van het castellum bevindt zich een hal waarin een Romeins schip is tentoongesteld. Dit werd bij het bouwrijp maken van een terrein in De Meern aangetroffen op de bodem van de vroegere rivier de Rijn.
- De 18e-eeuwse boerderij Vleuterweide. Dit rijksmonument bevindt zich in het uiterste zuidoosten van de woonwijk Vleuterweide. Het ligt aan het kanaal Leidse Rijn op het adres Zandweg 200 in De Meern.

### Straten, lanen, pleinen en parken
- Burgemeester Verderlaan. Deze straat is een zijstraat van de Zandweg en heette eerst Kerkweg.[3] Deze weg eindigde namelijk precies op het punt van de Zandweg aan de Leidse Rijn, waartegenover aan de Rijksstraatweg de R.K. kerk van Oudenrijn lag. Toen in 1940 dit gebouw werd onttrokken aan kerkelijk gebruik in verband met de ingebruikneming van een nieuwe R.K. kerk in de bebouwde kom van De Meern, kreeg deze straat zijn huidige naam.

Het voormalige gemeentehuis van de gemeente Vleuten is sinds 2007 in gebruik als restaurant en zalencentrum, waar heden ten dage ook weer getrouwd kan worden.

## Verenigingen
- Historische Vereniging Vleuten, De Meern, Haarzuilens & Leidsche Rijn
- Oranjestichting Wilhelmina (Oranjevereniging)
- Harmonieorkest Vleuten
- PVCV Vleuten
- DESTO
- MHC Fletiomare
- LTC Vleuten - De Meern
- Tafeltennisvereniging Fletio
- ZPC Watervlo
- Scouting Rhenova
- Scouting Ridderhofgroep
- Scouting Royal Rangers

## Openbaar vervoer

### Trein
Vleuten heeft een treinstation, station Vleuten, aan de spoorlijn Utrecht - Woerden - Leiden / Gouda - Den Haag / Rotterdam. In beide richtingen vertrekken overdag op werkdagen 4 treinen per uur, op andere tijden ten minste 2 treinen per uur. 

### Bus
Gelegen naast het treinstation is een busstation, dat bediend wordt door verschillende buslijnen. Dit busstation vormt tevens het gezamenlijke eindpunt van de Noordradiaal en Zuidradiaal van het Utrechts HOV-netwerk. Deze busbaan loopt vanaf station Vleuten door Vleuterweide richting Veldhuizen en De Meern, waarna de Noord- en Zuidradiaal elk hun eigen route naar Utrecht volgen.  

## Geboren in Vleuten
- Auke de Boer (1918-2014), politicus (VVD)
- Cor Niessen (1924-2019), zanger
- Jan Mastwijk (1949), CDA-politicus
- Menno Snel (1970), D66-politicus en staatssecretaris
- Annemiek van Vleuten (1982), wielrenster
- Lotte Keukelaar (2005), voetbalster